# Horní Újezd (Pardubice)
Horní Újezd è un comune della Repubblica Ceca facente parte del distretto di Svitavy, nella regione di Pardubice.